# Sheikh Hasina
Sheikh Hasina Wajed (f. 28. september 1947) er en politiker fra Bangladesh og landets tidligere premierminister fra 2009 til 2024.
Hun er datter af Bangladeshs første præsident, Sheikh Mujibur Rahman. Han, hans hustru og deres tre sønner blev myrdet i et statskup i 1975. Sheikh Hasina og hendes søster Sheikh Rehana var på besøg i udlandet og overlevede.
Sheikh Hasina blev leder af sin fars politiske parti, Awami League, i 1981. Hun har været landets premierminister i 1996-2001 og igen fra 6. januar 2009 til den 5. august 2024, hvor hun forlod Bangladesh til Indien, efter en serie af protester imod regeringen.

## Liv og gerninger
Hun er det ældste af de fem børn, som grundlæggeren af og den første præsident i Bangladesh Sheikh Mujibur Rahman havde. Hun var gift med den internationalt kendte atomfysiske forskeren Wajed Miah til hans død i 2009.
Hendes politiske karriere startede som student-aktivist i 1960'erne mens hun gik på Eden College. Sheikh Hasina var leder af oppositionen mellem 1996 og 2001. Hendes parti besejrede alle de andre politiske partier i parlamentsvalget i 2008, og dermed blev hun sikret stillingen som statsminister.
Hendes politiske og personlige skæbne blev forandret natten mellem den 14. og den 15. august 1975. Da blev næsten hele hendes familie, herunder hendes mor, far og tre brødre, dræbt i et statskup, som blev udført af en gruppe af militære officerer fra den bangladeshiske hær. Nogle af disse officerer havde været helte under den bangladeshiske selvstændighedskrig i 1971. Sheikh Hasina og hendes søster, Sheikh Rehana, var på den tid på en tur til det daværende Vesttyskland og undslap dermed drabene på deres familie. Så snart, de to piger hørte om drabene, søgte de tilflugt i Storbritannien og senere i Indien.
Mens hun boede i eksil i Indien, blev Sheikh Hasina valgt til præsident i Bangladesh af Awami-ligaen i 1981. Efter, at hun vendte tilbage til landet, blev præsident Ziaur Rahman myrdet under endnu en statskup, som blev gennemført i maj 1981. Året efter havde general Hossain Mohammad Ershad erobret magten ved et fredeligt statskup, og han erklærede undtagelsestilstand. I 1984 blev Hasina sat i husarrest i februar og igen i november på grund af politisk aktivisme, som myndighederne ikke tillod. I marts 1985 blev hun på ny sat i husarrest for en periode på tre måneder.
Sheikh Hasina og hendes parti Awami-ligaen deltog i det parlamentariske valg i 1986, som blev holdt under kontrol af præsident og generalløjtnant Hossain Mohammad Ershad. Hasina var leder for oppositionen i Bangladesh i perioden 1986-1987. Hasinas beslutning om at deltage i parlamentsvalget er senere blevet kritiseret af hendes modstandere, fordi dette valg blev afholdt under et diktatoriske styre. Hendes støtter hævder på deres side, at hun brugte dette valg for at på en effektivt måde udfordre diktatoren Ershad og hans regime. Parlamentet blev opløst i december 1987.
De første demokratiske valg, efter diktatorstyret var afsluttet, blev afholdt i 1991. Dette var efter en lang periode med militært regime. En midlertidig regering, ledet af Shahabuddin Ahmed, den afgående højesteretsdommer, overvågede valget, som blev afholdt i 1991 og tog selv magten.
Den 9. april 2007 blev det meddelt, at politiet i Bangladesh efterforskede anklager om afpresning, som var blevet rettet mod Hasina. Hun blev blandt andet anklaget for at tvinge den bangladeshiske forretningsmand Tajul Islam Farooq til at betale flere og store bestikkelser for, at hans selskab skulle få lov til at bygge et kraftværk i Bangladesh i 1998. Farooq påstod, at han måtte betalte Hasina 30 millioner kroner for at kunne få sit projekt godkendt af myndighederne.
Den 11. april 2007 fremkom mistanker om, at hun havde været hjernen bag drabet på fire tilhængere af et rivaliserende politisk parti, som havde fundet sted i oktober 2006. De fire påståede ofre blev dræbt under et sammenstød mellem Hasinas parti Awami-ligaen og aktivister fra andre rivaliserende partier.
11. juni 2008 blev Hasina sendt til USA for at hun blive behandlet for en høreskade, øjenproblemer og et højt blodtryk.